# Typhlarmadillidium kratochvili
Typhlarmadillidium kratochvili är en kräftdjursart som beskrevs av Zdenek Frankenberger 1938A. Typhlarmadillidium kratochvili ingår i släktet Typhlarmadillidium och familjen klotgråsuggor. Inga underarter finns listade i Catalogue of Life.